# Chusum (arrondissement)
Chusum Dzong, Chinees: Qusum Xian, is een arrondissement in het noordoosten van de Chinese prefectuur Lhokha (Shannan) in de Tibetaanse Autonome Regio. De hoofdplaats heet eveneens Chusum. Het arrondissement heeft een oppervlakte van 1936 km². In 1999 telde het 15.541 inwoners.
In de regio bevindt zich het paleis van de Dharma-koning Lhagyili.